# 1199

## Esdeveniments
Països catalans
Món

## Naixements
Països catalans
Món
- Zamora: Ferran III de Lleó i de Castella rei de Castella

## Necrològiques
Països catalans
- Bernat III de Pallars Sobirà, comte de Pallars Sobirà
- Ramon de Caldes: jurista i degà de la Catedral de Barcelona

Món
- 9 de febrer - Japó: Minamoto no Yoritomo, sisè shogun
- 6 d'abril - Chasluç, Ducat d'Aquitània: Ricard I d'Anglaterra, mort durant el setge del castell de Chasluç-Chabròl.[1]